# Сука (книга)
«Сука» (ісп. La Perra) — роман, який четвертою книжкою колумбійської письменниці Пілар Кінтана, виданий у 2017 році. і вже перекладений на більше ніж 15 мов світу. Як одна з ключових у сучасній літературі Колумбії, книга була відзначена низкою національних нагород, а також Премією британського ПЕН-клубу.
Українською книжка вийшла 2023 року у видавництві «Компас» в перекладі Анни Марховської.

## Сюжет
Історія, що відбувається на клаптику землі між Тихим океаном і колумбійською сельвою. Історія про забутих світом людей, про невтілені мрії, про цивілізацію і природу. Про Дамаріс, скромну чорношкіру жінку, яка доглядає за будинком заможної родини і вирішує прихистити цуценя. І про зв’язок, що утворюється між ними, і трагедію, що стається посеред самотності та замкнутості дощових джунглів.

## Історія написання
Сюжет твору з'явився, коли Пілар була вагітна. Поки вона виношувала Сальвадора, інтрига Дамаріс зростала: «Зараз їй ось-ось виповниться сорок, а це вік, коли жінки висихають, як сказав їй колись її дядько Елієсер» («Сука», сторінка 25). Ця фраза в романі повністю суперечить реальності його авторки. Вона зазначає, що це абсолютна неправда, оскільки її син народився, коли їй було 42. І саме материнство вплинуло як на зміст, так і на процес створення цієї роботи. «Роман був написаний на мобільному телефоні, поки я годувала сина груддю, а він спав», – говорить Пілар. Як і інші письменниці, особливо Аліса Мунро, яка писала свої історії, поки її дочки спали, Пілар зуміла знайти спосіб одночасно творити і виховувати дитину. «Форма завжди була для мене важливою. Усі інші мої романи та новели були написані від руки. Тепер я принаймні мінімально модернізувалася і використовую електронний пристрій», – сміється авторка. «Я відчуваю, що мені необхідний дискомфорт для того, щоб писати, тому що я дуже швидка. Але ж написання має бути повільним, тобто продуманим. Тож коли я писала від руки, мені доводилося думати повільніше. Те саме з телефоном». З часом вона також виявила, що її історії народжуються з реальності, з того, що вона бачить, чує та проживає. За її власними словами, вона нічого не вигадує.

## Нагороди
- National Book Award Finalist for Translated Literature (2020) [3]
- Premio Biblioteca de Narrativa Colombiana (2018) [4]
- LiBeraturpreis (2021) [5]
- Metų verstinė knyga Nominee for Fiction (2023).[6]